# Vlag van Mayenne

Vlag van Mayenne

De vlag van Mayenne is de niet-officiële vlag van het Franse departement Mayenne. Net als de meeste andere departementen van Frankrijk heeft Mayenne geen officiële vlag, maar wordt de hier rechts afgebeelde vlag op niet-officiële wijze gebruikt. De vlag is afgeleid van het wapen van dit departement.
De vlag bestaat uit een blauw veld, met een luipaard daarboven en twee lelies daaronder alles van geel, gerand met rood, een golvende paal met hermelijnen over alles heen.
Het ontwerp combineren de vlag van de voormalige provincie Anjou met het luipaard van de vlag van Normandië en een golvende paal van de vlag van Bretagne. De vlag herinnert aan de ligging van het departement op de grens van Anjou, Normandië en Bretagne. De golvende paal symboliseert de rivier Mayenne, die door het departement stroomt.
Naast deze vlag is er een logovlag in gebruik.

Vlag van Anjou
Vlag van Normandië
Vlag van het hertogdom bretagne
Logovlag